# 그라디우스 IV: 부활
《그라디우스 IV: 부활》(일본어: グラディウスIV -復活-, 영어: Gradius IV)는 일본 코나미사의 횡스크롤 슈팅 게임으로, 1999년에 그라디우스 II의 외전 형식으로 제작되었다. 부제는 ‘부활’이다.

## 줄거리
- 그라디우스 II의 바로 다음 스토리로, 고파(Gofer)의 부대가 그라디우스 제국군에 의해 몰살된 후 부활하여 그라디우스 제국을 다시 침공하게 되면서 시작된다.

## 간략한 게임 설명
여러 가지 면에서 그라디우스 II를 그대로 답습하였다. 문제점은 게임화면이 느려지는 부분이 있다.

### 파워업
그라디우스 II에서 두 가지 유형이 추가되었다.
| 구분 | 1번 파워업 | 2번 파워업 | 3번 파워업 | 4번 파워업 | 5번 파워업 | 6번 파워업           |
| ---- | ---------- | ---------- | ---------- | ---------- | ---------- | -------------------- |
| 1    | Speed up   | Missile    | Double     | Laser      | Option     | Shield 또는 F. Field |
| 2    | Speed up   | Spr. Bomb  | Tailgun    | Laser      | Option     | Shield 또는 F. Field |
| 3    | Speed up   | Photon T.  | Double     | Ripple     | Option     | Shield 또는 F. Field |
| 4    | Speed up   | 2Way M.    | Tailgun    | Ripple     | Option     | Shield 또는 F. Field |
| 5    | Speed up   | V. Mine    | Double     | A. Piercer | Option     | Shield 또는 F. Field |
| 6    | Speed up   | F. Torpedo | Tailgun    | T. Laser   | Option     | Shield 또는 F. Field |

- Vertical Mine : Spread Bomb과 비슷한 속성을 가진 미사일로, 본체의 이동에 따라 궤도가 바뀐다.
- Flying Torpedo : 발사체의 위아래로 두 개의 미사일이 수평으로 나간다. 특이한 점은, 미사일 발사 버튼을 누르는 시간이 길면 그에 비례해서 양 미사일의 고저차가 벌어진다는 점이다. 마치 그라디우스 III의 Energy Laser와 유사한 방식의 컨트롤이다.
- Armor Piercer : Laser와 비슷한 속성을 가진 포탄으로, 관통력이 좋다.

그 이외의 무기는 전작과 같다.

### 스테이지
그라디우스 II와 매우 유사한 구성이다.
- 스테이지 1 : 액체금속
- 스테이지 2 : 식물
- 스테이지 3 : 물방울
- 스테이지 4 : 화산 + 용암
- 스테이지 5 : 모아이
- 스테이지 6 : 생명체
- 스테이지 7 : 고속기지
- 스테이지 8 : 우주공간 (보스러쉬)
- 스테이지 9 : 적 함선

### 기타 특이한 점
- 스테이지 1에서 그라디우스 II의 인공태양을 대신해서 나오는 구형(球形)의 액체금속 덩어리는 움직이기도 하며 보스는 중간에 3가지 모양 중 1가지로 변신하는 능력이 있다.
- 스테이지 2에서 시야를 가리는 안개가 추가되었다.
- 스테이지 4에서 용암 지대로 접어들면 지형이 들썩거린다.
- 스테이지 5에서 중후반부로 가면 부서져도 다시 붙는 모아이 석상들이 나온다.
- 스테이지 6에서 보스를 처치하면 죽기 전에 전방위로 레이저를 쏘며 공격한다.
- 스테이지 7에서 회전문과 같은 형태의 장애물들이 있다.
- 스테이지 9에서 중반부로 접어들면 종스크롤 모드로 잠시 바뀌지만 기체의 방향은 그대로이다.

## 배경음악
| 장면                         | 트랙명                        |
| ---------------------------- | ----------------------------- |
| 타이틀                       | Grand Youth 2000              |
| 타이틀 데모                  | Demo BGM                      |
| 장비선택                     | Select BGM                    |
| 공중전 (스테이지 1, 3, 5, 7) | Apollon                       |
| 공중전 (스테이지 2, 4, 6, 9) | Feiton                        |
| 스테이지 1                   | Hydra                         |
| 스테이지 2                   | Demeter                       |
| 스테이지 3                   | Oceanus                       |
| 스테이지 4                   | Cronus                        |
| 스테이지 4                   | Hades                         |
| 스테이지 5                   | Uranus                        |
| 스테이지 6                   | Hera                          |
| 스테이지 7                   | Dupon                         |
| 스테이지 8                   | BOSS BGM 1 (Aircraft Carrier) |
| 스테이지 8                   | BOSS BGM 2 (Take Care!)       |
| 스테이지 9                   | Prometheus                    |
| 스테이지 9                   | Athena                        |
| 보스                         | Titans                        |
| 엔딩                         | Gaia                          |
| 게임오버                     | Game Over                     |
| 랭킹                         | Ranking BGM                   |

## 부가 서비스
통합 팩에 대해서는 1주를 클리어한 직후부터 다음과 같은 서비스가 제공된다.
- Boss Rush Mode : 스테이지 1부터 스테이지 8까지의 모든 보스가 차례로 나온다. 이를 빠른 시간 내에 처치하는 것이 목표이다. 이때 빅 바이퍼는 미사일과 레이저 계열 무기, 그리고 분신 4개를 기본으로 장착하게 된다.
- Stage Select : 원하는 주차와 스테이지를 직접 선택해서 플레이할 수 있다. 선택 가능한 범위는 라이프를 모두 잃어 게임이 끝난 스테이지 중 가장 먼 스테이지까지이다.